# Важуково
Важу́ково (рос. Важуково, чув. Вашук) — присілок у складі Чебоксарського району Чувашії, Росія. Входить до складу Сіньял-Покровського сільського поселення.
Населення — 95 осіб (2010; 85 у 2002).
Національний склад:
- чуваші — 99 %